# Mia Sydow Mölleby
Mia Harriet Sydow Mölleby, född 27 oktober 1960 i Huddinge, är en svensk politiker (vänsterpartist). Hon var ordinarie riksdagsledamot 2010–2022, invald för Örebro läns valkrets, och Vänsterpartiets gruppledare i riksdagen 2016–2020.
Hon var 2006–2010 landstingsråd i Örebro läns landsting. I riksdagen var Sydow Mölleby ledamot i konstitutionsutskottet 2010–2022 och Riksdagsstyrelsen 2018–2020, samt suppleant i EU-nämnden 2019–2021.
Sydow Mölleby var 2013–2015 ordförande för Republikanska föreningen. Hon var tidigare föreningens vice ordförande.